# Jules Keita
Jules Keita, alias Baba Neymar, né le 20 juillet 1998 à Conakry en Guinée, est un footballeur international guinéen. Il évolue au poste d'ailier gauche à l'Association sportive Kaloum Star.

## Biographie

### Dijon Football Côte-d'Or
Natif de Conakry, formé à l'académie Atouga foot de Guinée, Jules Keita passe par le centre de formation du SC Bastia entre 2016 et 2017 mais n'y joue pas avec l'équipe première. Sans club au départ du club corse, il s'engage le 12 juillet 2018 avec le Dijon FCO. Il y découvre la Ligue 1 le 11 août 2018 lors de la première journée, entrant en jeu à la place de Júlio Tavares contre le Montpellier HSC (victoire 1-2). Le 25 août, il est auteur d'une belle performance lors du déplacement de son équipe sur la pelouse de l'OGC Nice. Il inscrit ce jour-là ses deux premiers buts en L1 et délivre une passe décisive pour une victoire 4 buts à 0. Il n'inscrira pas d'autres buts en championnat sur le reste de la saison, la concluant avec 17 apparitions pour deux titularisations.

### Racing Club de Lens
Le 2 septembre 2019, Jules Keita s'engage pour quatre ans au RC Lens, Mounir Chouiar effectuant le chemin inverse. Lors de la saison 2019-2020, il ne compte que 67 minutes de jeu à son actif en Ligue 2.

#### Prêt au CSKA Sofia
Ne parvenant pas à s'imposer au sein de l'effectif lensois, il est prêté le 20 juillet 2020 pour une saison avec option d'achat au CSKA Sofia. Avec ce club il découvre la coupe d'Europe, jouant son premier match de Ligue Europa le 17 septembre 2020 contre le FK BATE Borisov. Son équipe l'emporte par deux buts à zéro ce jour-là. Avec le CSKA Sofia il remporte le premier trophée de sa carrière, la coupe de Bulgarie en 2020-21.

## Carrière internationale

### Matchs internationaux
Le tableau suivant liste les rencontres de l'équipe de Guinée dans lesquelles Jules Keïta a été sélectionné depuis le 12 octobre 2019 jusqu'à présent.

## Palmarès
| RC Lens                           | CSKA Sofia (1)                              |
| --------------------------------- | ------------------------------------------- |
| - Ligue 2 - Vice-Champion : 2020. | Coupe de Bulgarie (1) : - Vainqueur en 2021 |

### En club
Jules Keita est vice-champion de France de Ligue 2 avec le RC Lens en 2020.
Avec le CSKA Sofia, il est vainqueur de la Coupe de Bulgarie en 2021. 